# Cattedrale dell'Assunzione della Beata Vergine Maria (Tbilisi)
La cattedrale dell'Assunzione della Beata Vergine Maria (in georgiano თბილისის ღვთისმშობლის ამაღლების კათოლიკური ეკლესია?) è una cattedrale cattolica di Tbilisi, in Georgia. Rappresenta la sede dell'amministrazione apostolica del Caucaso dei Latini.

## Storia e descrizione
Una lunga storia ha preceduto la costruzione dell'attuale struttura. Sul luogo in cui sorge la cattedrale i primi cattolici si stanziarono nel corso del XIII secolo. Nel 1240 i domenicani fondarono un monastero. Nel 1328 fu costruita una cattedrale dedicata a San Giovanni Battista e Tbilisi divenne sede episcopale (ne fu interrotto il funzionamento nel XVI secolo). Nel corso del XVII secolo missionari cattolici tornarono in Georgia e costruirono una nuova chiesa dedicata alla Annunciazione (la cosiddetta "chiesa latina nella strada dei cattolici"). Di tale struttura i cattolici furono poi privati dal re Teimuraz II di Cachezia.
L'attuale cattedrale fu costruita di fronte alla chiesa dell'Annunciazione (non più esistente) tra il 1805 ed il 1808 dal frate Philipo Foranian. All'epoca questo territorio era da poco entrato a far parte, nel 1802, dell'arcidiocesi di Mogilev per poi passare nel 1848 alla nuova diocesi di Tiraspol, suffraganea della stessa Mogilev. L'edificio fu considerevolmente restaurato e rinnovato su iniziativa del religioso Dmitri Tumanishvili nel 1884. Tra il 1998 ed il 1999 la cattedrale fu nuovamente oggetto di restauro per volere dell'amministratore apostolico Giuseppe Pasotto. I lavori furono diretti dall'architetto A. Solomnishvili ed al termine la chiesa fu riconsacrata in onore dell'Assunzione di Maria. Lo stile dell'edificio è eclettico, con una miscela di elementi barocchi e neogotici. Prima dei restauri la cattedrale era sormontata da un tetto in legno, poi sostituito da uno in calcestruzzo composto da archi a croce. L'altare fu dipinto tra il 1999 ed il 2000.
Oltre alla cattedrale, Tbilisi ospita un altro edificio di culto cattolico, la chiesa dei Santi Pietro e Paolo.